# Śuṅga (famiglia)

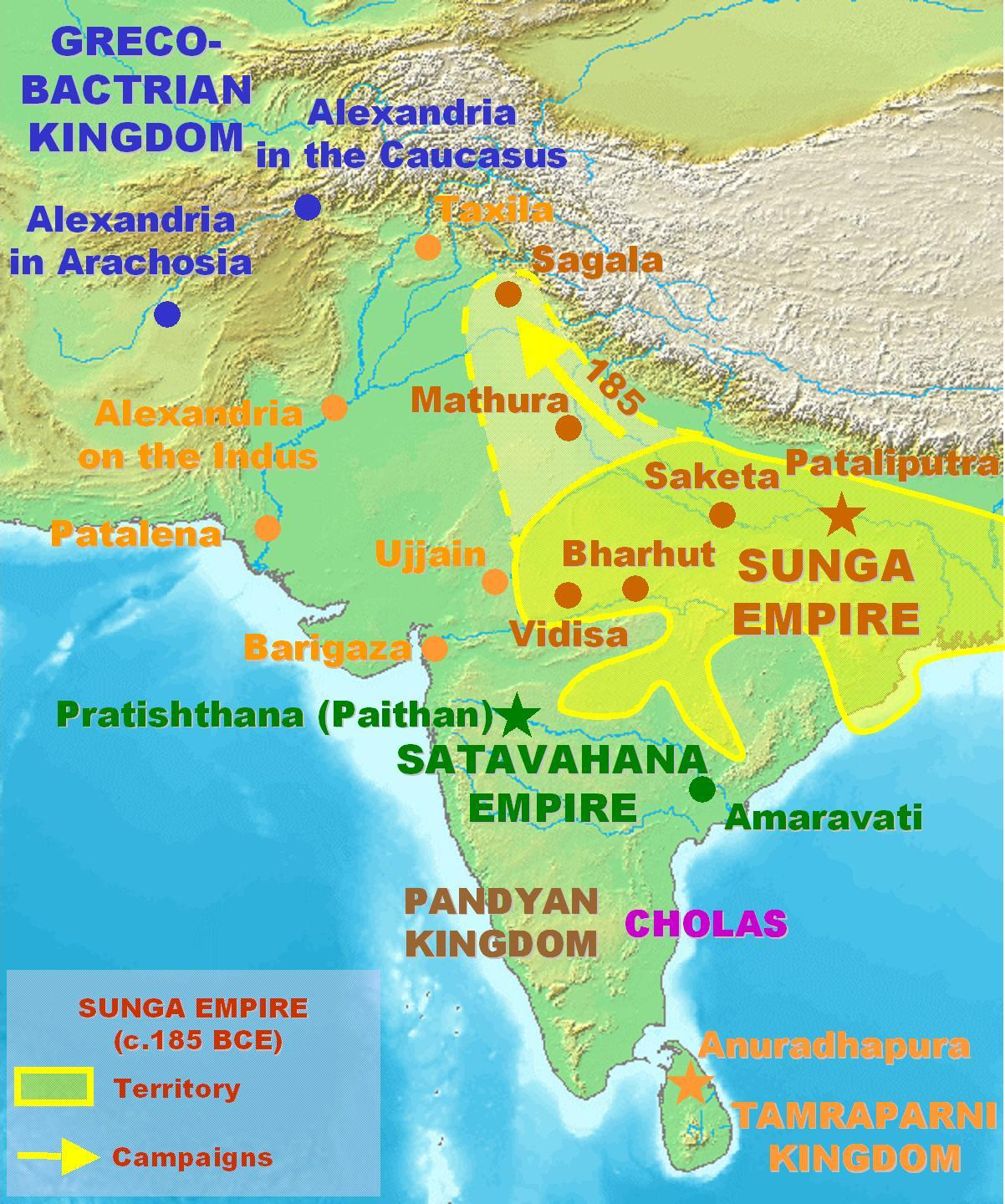
Estensione dell'Impero Shunga

La dinastia Shunga o Sunga fu una dinastia del Magadha che controllò l'India centro-settentrionale e orientale e parti delle regioni nord-orientali del subcontinente indiano (odierno Pakistan) all'incirca dal 185 a.C. al 73 a.C.
Salì al potere dopo la caduta dell'Impero Maurya. La capitale dell'Impero Shunga fu Pataliputra. Gli ultimi regnanti, come Bhagabhadra, tennero la loro corte a Vidima, moderna Besnagar nel Malwa orientale. L'Impero Shunga è noto per le sue numerose guerre con potenze sia straniere che indigene.

## Storia
La storia della dinastia Shunga inizia dopo l'Harshacarita (VII secolo) con un colpo di stato del generale Pushyamitra (185-151/149 a.C. circa) contro il regno del suo maestro Brihadratha († 180 a.C. circa), nipote dell'imperatore Ashoka. Pushyamitra assunse la regalità di Magadha, ponendo fine alla dinastia Maurya.
Pushyamitra, il fondatore della dinastia Shunga, proveniva da una famiglia bramina nonostante la sua formazione militare e governò per più di 30 anni. A quanto pare non ebbe particolare successo nelle battaglie con i suoi avversari, i Satavahana del re Satakarni (180 a.C. circa), i greci battriani sotto i re Demetrio I e II o il loro generale Menandro dal 183 a.C., o il conquistatore Kharavela di Kalinga; in compenso, lui e i suoi alleati conquistarono Pataliputra in una data non chiara.
Il figlio di Pushyamitra, Agnimitra, fu viceré nell'India centrale e la sua capitale fu Vidisha, nel Malwa. Secondo un'opera teatrale di Kalidasa, egli avrebbe posto fine all'inimicizia con il regno di Vidarbha nel Berar (che forse era già sotto i Satavahana) attraverso un matrimonio. L'avanzata del re indo-greco Menandro lungo la piana gangetica avvenne durante il suo regno.
Nonostante il loro regno sia durato più di cento anni, si sa poco degli Shunga. Anche in questo caso preferirono il brahmanesimo al buddismo e coltivarono il sanscrito. Finanziare i monasteri buddisti per elevare la cultura generale era probabilmente troppo costoso per loro rispetto all'insediamento delle famiglie bramine. Sebbene il resoconto buddista parli della persecuzione dei buddisti da parte di Pushyamitra (100 pezzi d'oro per ogni testa di buddista) e della distruzione di 84.000 stupa, i loro monasteri crebbero comunque e in questo periodo fu costruito anche lo stupa di Bharhut. Sembra che i Shunga abbiano abolito molte delle proibizioni di Ashoka sulle feste e sui sacrifici animali, come fecero i loro vicini di Kalinga; inoltre, si dice che Pushyamitra abbia ripreso a celebrare il sacrificio vedico del cavallo (Ashvamedha).
Nel corso di circa 100 anni, l'impero Shunga si ridusse all'area centrale di Magadha e al suo posto emersero diversi principati e stati tribali indipendenti. Il nono re, Bhagavata, è ancora menzionato sulla Colonna di Eliodoro a Vidisha, che cita anche una legazione del re indo-greco Antialcida. La dinastia Shunga terminò quando il decimo re Devabhuti fu assassinato da una schiava nel 73 a.C. su istigazione del suo ministro Vasudeva. Vasudeva, a sua volta, fondò l'impero della breve dinastia Kanva (73-28 a.C.) sulle "rovine" dell'impero Shunga, che ha al suo attivo solo quattro re e sotto il quale Magadha tornò allo status periferico dei Satavahana fino al periodo Gupta.

## Lista dei sovrani Shunga
- Pushyamitra Shunga (185–149 a.C.)
- Agnimitra (149–141 a.C.)
- Vasujyestha (ca. 141 a.C.)
- Vasumitra (141–137/1 a.C.)
- Andraka
- Pulindaka
- Ghoshavasu
- Vajramitra (?–116 a.C.)
- Bhagabhadra (116–83 a.C.)
- Devabhuti (83–73 a.C.)